# ヤコブ・スティーン・クリステンセン
ヤコブ・スティーン・クリステンセン（Jacob Steen Christensen, 2001年6月25日 - ）は、デンマーク・デンマーク首都地域コペンハーゲン出身のサッカー選手。1.FCケルン所属。愛称は｢Jaxe｣。ポジションはMF。

## クラブ経歴

### ノアシェラン
ABコペンハーゲンのユースアカデミーを経て、2012年にFCノアシェランのユースアカデミーに入所。2018年に17歳でトップチームに昇格。デンマーク・スーペルリーガ2018-19シーズン開幕戦となった7月15日のエスビャウfB戦でプロデビュー。デビュー後10代ながら先発を任され、同年10月には2021年までの契約に合意。プロ1年目はリーグ戦22試合に出場。翌2019-20シーズンは更に成長し、2019年8月31日のホブロIK戦ではプロ初ゴールを記録した。
21歳にしてチームの副キャプテンを担うと、2022-23シーズンのデンマーク・スーペルリーガでは準優勝に貢献。2023年に契約満了によってチームを去るまでに通算158試合に出場して2ゴール13アシストを記録した。

### ケルン
2023年6月15日、ブンデスリーガの1.FCケルンに2026年夏までの契約で加入した。

## 代表経歴
2017年から各ユース世代のデンマーク代表に招集されている。